# Tsugaru-Quasi-Nationalpark
Der Tsugaru-Quasi-Nationalpark (japanisch 津軽国定公園, Tsugaru Kokutei Kōen) ist ein Quasinationalpark in der japanischen Präfektur Aomori. Er wurde 1975 ausgewiesen und ist ca. 260 km² groß. Der Park ist in mehrere nicht zusammenhängende Gebiete aufgeteilt:
- mehrere Küstenabschnitte auf der Tsugaru-Halbinsel, darunter Kap Tappi
- Iwaki (Vulkan)
- Kerb-Buchen-Wälder des Shirakami-Sanchi-Weltnaturerbes der UNESCO

Mit der IUCN-Kategorie V ist das Parkgebiet als Geschützte Landschaft/Geschütztes Marines Gebiet klassifiziert. Die Präfektur Aomori ist für die Verwaltung des Parks zuständig.

## Galerie

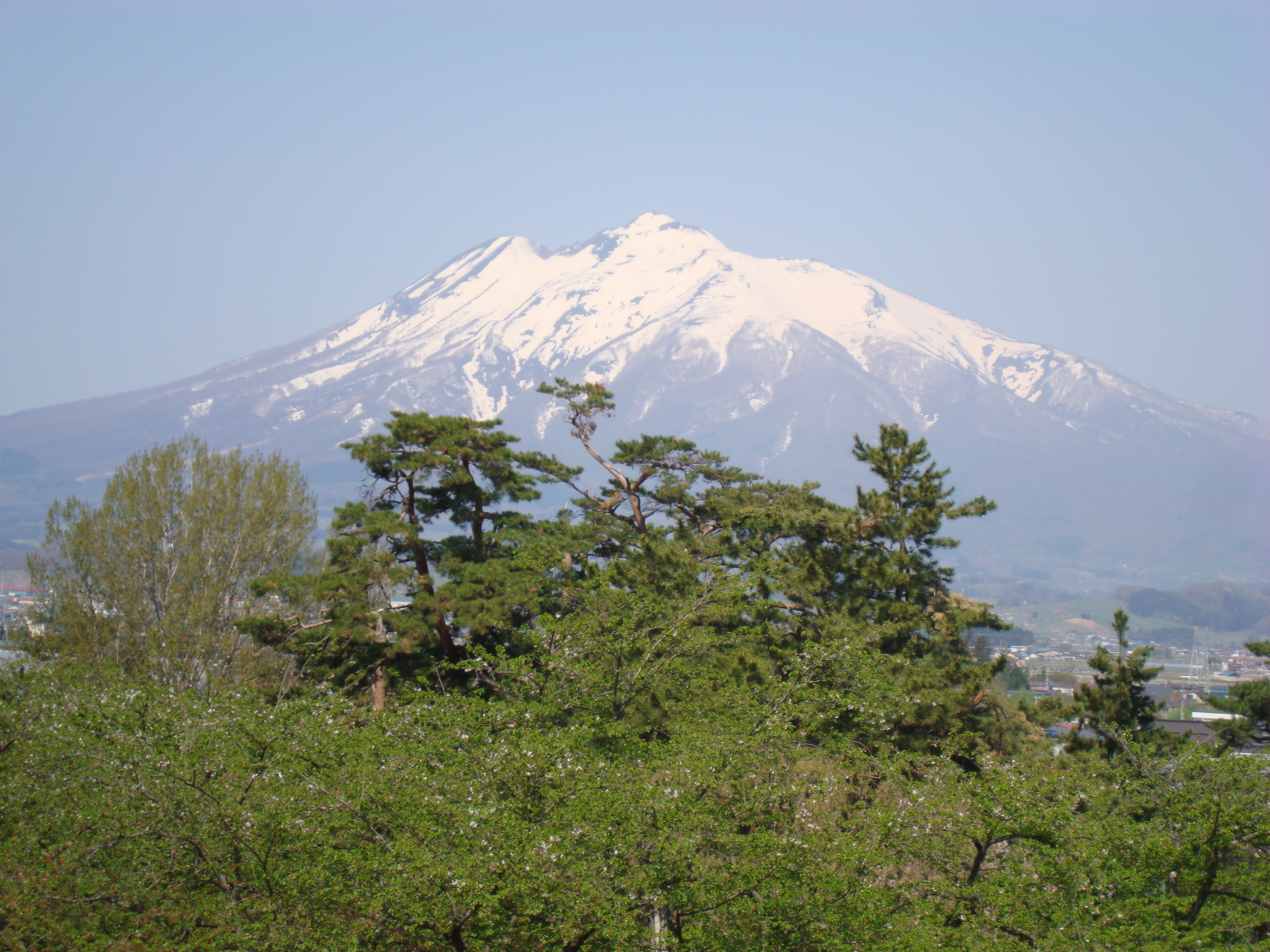
Der Iwaki (Vulkan) von der Burg Hirosaki aus gesehen
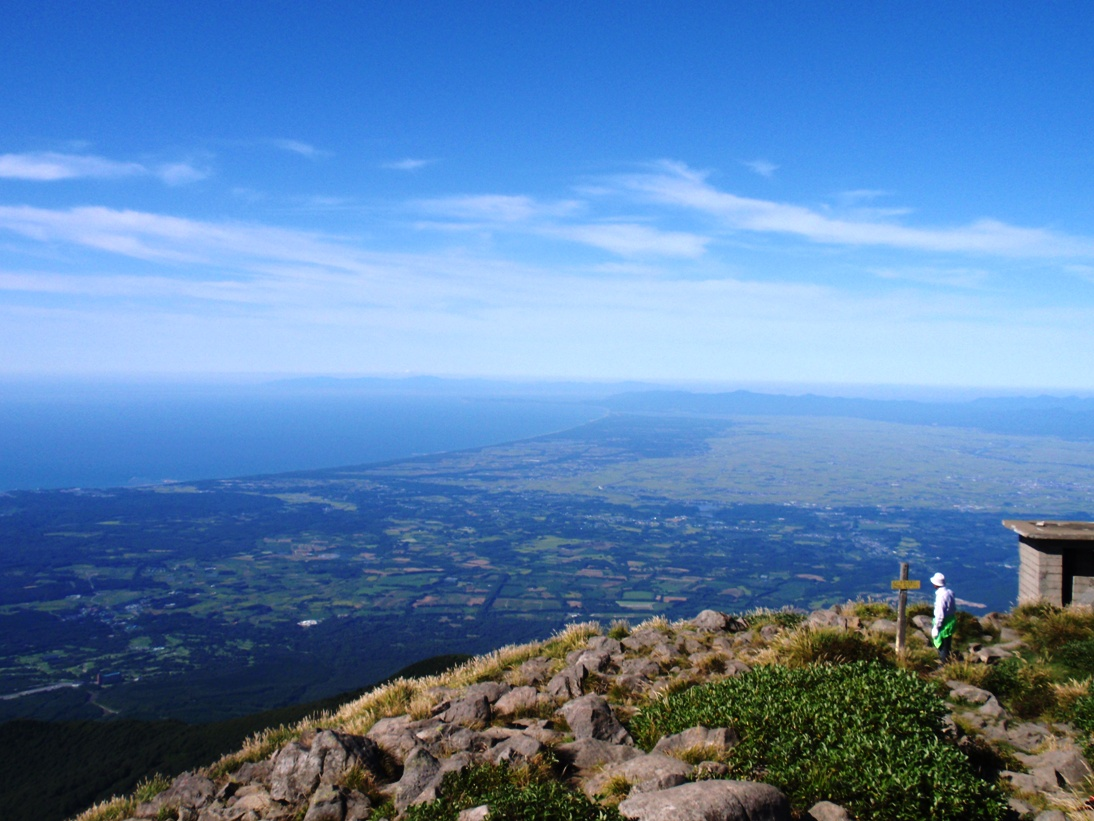
Blick vom Iwaki (Vulkan) auf die Westküste der Tsugaru-Halbinsel
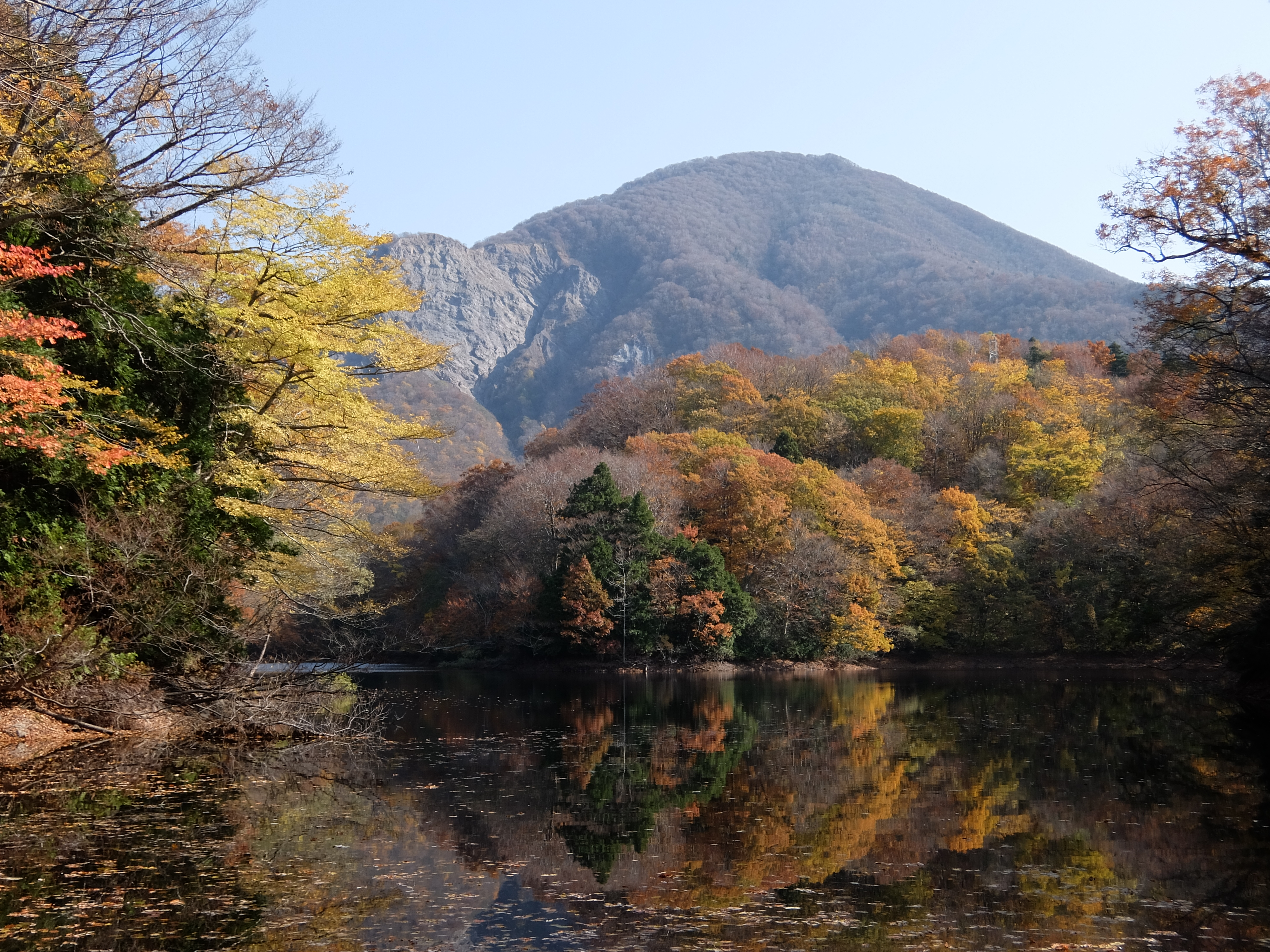
Kureyama